# آربرگ
شهر اربرگ  در بخش اربرگ در ایالت برن در کشور سوئیس واقع شده‌است که ۳٬۲۰۰ نفر جمعیت دارد.

## نگارخانه

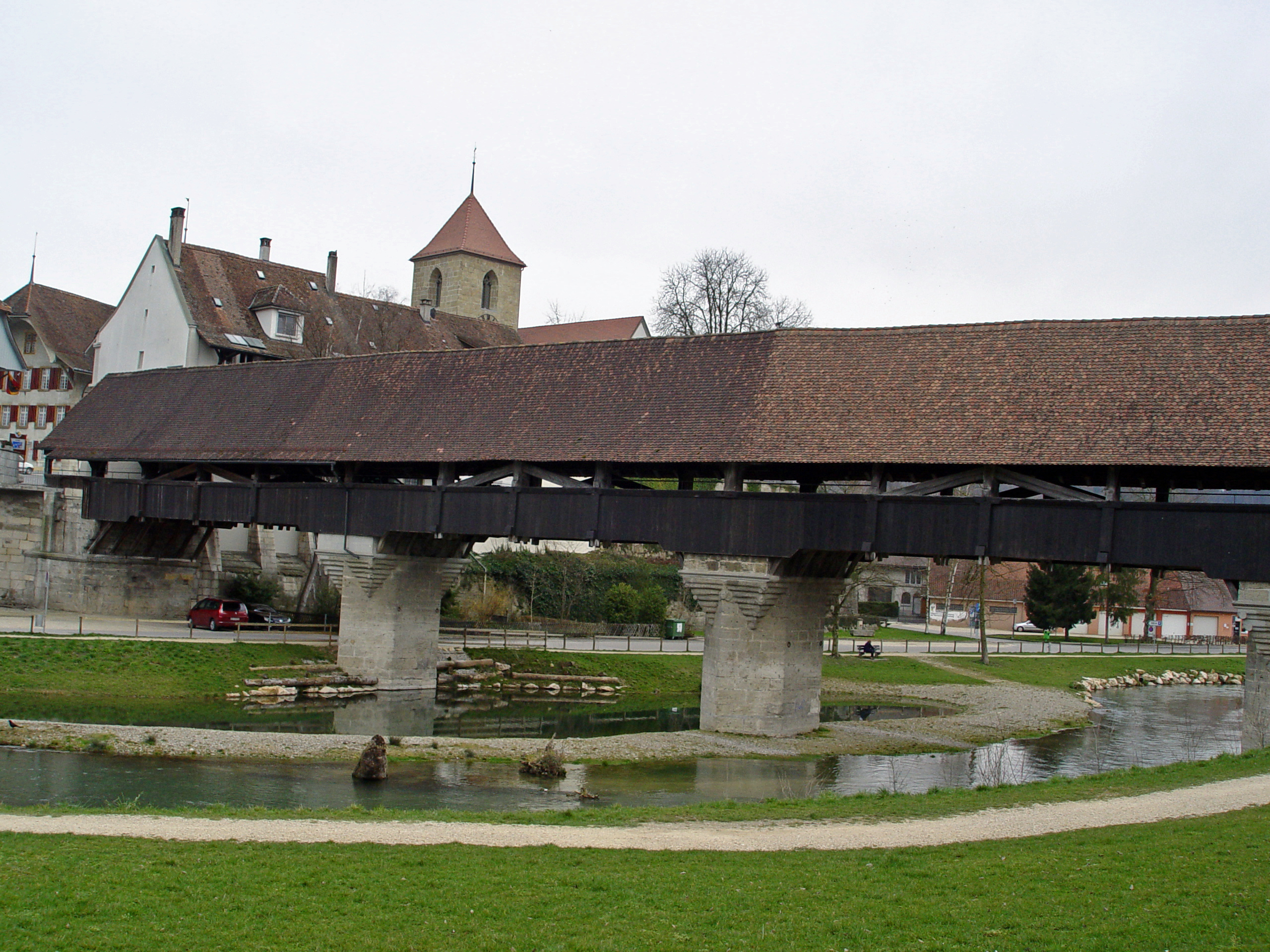
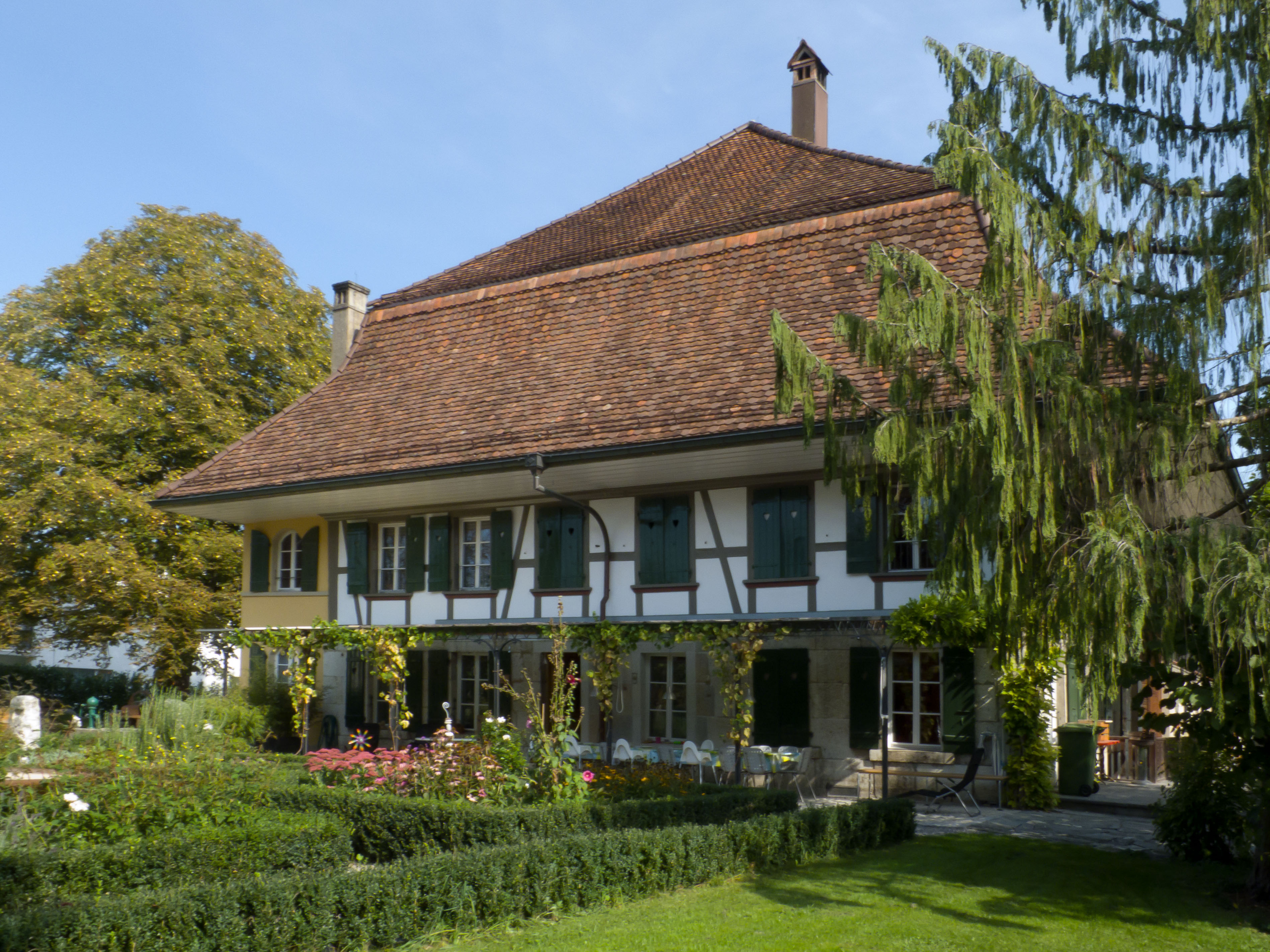